# Dombeya ambalabeensis
Dombeya ambalabeensis är en malvaväxtart. Dombeya ambalabeensis ingår i släktet Dombeya och familjen malvaväxter.

## Underarter
Arten delas in i följande underarter:
- D. a. ambalabeensis
- D. a. ambongensis